# Ceresium lepidulum
Ceresium lepidulum är en skalbaggsart som beskrevs av Holzschuh 1982. Ceresium lepidulum ingår i släktet Ceresium och familjen långhorningar. Inga underarter finns listade i Catalogue of Life.